# Lakigecko aaronbaueri
Lakigecko aaronbaueri is een hagedis die behoort tot de gekko's (Gekkota) en de familie Gekkonidae.

## Naam en indeling
De wetenschappelijke naam van de soort werd voor het eerst voorgesteld door Farhang Torki in 2020. Het is de enige vertegenwoordiger van het monotypische geslacht Lakigecko, ook het geslacht werd beschreven door Torki in 2020. De geslachtsnaam Lakigecko betekent vrij vertaald 'gekko van Lak' en verwijst naar de locatie van de vondst van het holotype. De soortaanduiding aaronbaueri is een eerbetoon aan de Amerikaanse herpetoloog Aaron M. Bauer.

## Verspreiding en habitat
De soort komt voor in delen van het Midden-Oosten en leeft endemisch in Iran. De hagedis is hier alleen aangetroffen in de provincie Lorestan.